# Trailanga
Swami Ganapati Saraswati (conosciuto come Trailanga Swami, Tailang Swami, Telang Swami) (Vizianagaram, maggio 1607 ca – Varanasi, 26 dicembre 1887) è stato un mistico indiano.
È una figura leggendaria nel Bengala, con storie che narrano dei suoi poteri spirituali e della sua longevità. Secondo alcune fonti, Trailanga Swami visse 280 anni, risiedendo a Varanasi tra il 1737 e il 1887. È considerato dai devoti come un'incarnazione di Shiva. Sri Ramakrishna si riferiva a lui come  "Lo Shiva che cammina di Varanasi".

## Biografia
Nacque nel Kumbilapuram (adesso conosciuto come Kumili di Puspatirega Tehisil) presso il distretto di Vizianagaram nell'Andhra Pradesh, con il nome di Shivarama. I suoi biografi e discepoli differiscono riguardo alla sua data di nascita e sulla durata della sua vita. Secondo un discepolo biografo, nacque nel 1529, mentre secondo un altro nel 1607. La sua biografia è stata scritta da Biruduraju Ramaraju in un volume del suo progetto di sei volumi Āndhra yōgulu.
I suoi genitori si chiamavano Narashingha Rao e Vidyavati Devi, entrambi devoti di Shiva. Dopo la morte del padre avvenuta nel 1647, all'età di 40 anni,  rinunciò ai beni che avrebbe ricevuto in eredità e lasciò le responsabilità familiari al suo fratellastro Sridhar. Sua madre condivise con lui il fatto che suo padre (il padre della madre quindi il nonno materno di Shivarama) al momento della morte espresse il desiderio di rinascere per lei e continuare la sadhana della dea Kali a beneficio dell'umanità. Disse a Shivarama che credeva che fosse la reincarnazione di suo padre e che avrebbe dovuto iniziare la sadhana della dea Kali. Dopo l'iniziazione avvenuta con un mantra Kali che gli fu dato da sua madre, Shivarama eseguì la sadhana Kali nel vicino tempio di Kali e Punya Kshetras, ma non si allontanò mai troppo da sua madre. Nel 1669 sua madre morì. Dopo la sua morte, conservò le sue ceneri (chita bhasma). Si cosparse con le ceneri di sua madre e continuò la sua sadhana Kali giorno e notte (teevra sadhana).  Durante quel periodo, Shivarama visse una vita da eremita in una casetta, costruita dal suo fratellastro, vicino a un terreno dove avvenivano le cremazioni. Dopo 20 anni di pratica spirituale (sadhana), incontrò il suo maestro swami, Bhagirathananda Saraswati, nel 1679 proveniente dal Punjab. Bhagirathananda iniziò Shivarama ai voti monastici (sannyasa) e lo nominò Swami Ganapati Saraswati nel 1685. Secondo quanto riferito, Ganapati condusse una vita di severe austerità e andò in pellegrinaggio, raggiungendo Prayag nel 1733, prima di stabilirsi definitivamente a Varanasi nel 1737.

## Varanasi
Membro dell'ordine Dashanami, divenne noto come Trailanga Swami dopo essersi stabilito a Varanasi, vivendo la vita monastica.
A Varanasi, fino alla sua morte nel 1887, visse in diversi luoghi, tra cui il Ghat Asi, il Vedavyas Asharama, presso il Ghat Hanuman e il Ghat Dashashwamedh. È stato spesso visto in giro per le strade o per i ghat, nudo e "spensierato come un bambino". È stato visto nuotare o galleggiare sul fiume Gange per ore. Parlava molto poco e a volte non parlava per niente. Un gran numero di persone fu attratto da lui dopo aver saputo dei suoi poteri yoga, nella speranza di migliorare la loro situazione e le loro sofferenze. Durante il suo soggiorno a Varanasi, diversi importanti bengalesi contemporanei conosciuti come santi lo incontrarono, come: Loknath Brahmachari, Benimadhava Brahmachari, Bhagaban Ganguly, Ramakrishna, Vivekananda, Mahendranath Gupta, Lahiri Mahasaya, Swami Abhedananda, Swami Bhaskarananda Saraswati, Vishuddhananda, Bijoy Krishna Goswami e Sadhak Bamakhepa.
Dopo aver visto Trailanga, Ramakrishna disse, "Ho visto che l'universale Signore stesso stava usando il suo corpo come un veicolo per la manifestazione. Era in uno stato elevato di conoscenza. Non c'era alcuna coscienza del corpo in lui.  La sabbia era così calda sotto i forti raggi del sole che nessuno poteva mettere piede su di essa. Ma Trailanga vi sostava comodamente sopra. " Ramakrishna dichiarò anche che Trailanga fu un vero paramahansa (letteralmente: "Cigno supremo", usato come titolo onorifico per un maestro spirituale) e che "tutta Benares era illuminata dalla sua permanenza lì".
Trailanga aveva preso il voto di non ricerca (ayachaka) - rimanendo soddisfatto di ciò che aveva ricevuto. Nella fase successiva della sua vita, non appena la sua fama si diffuse, fu visitato da un numero sempre maggiore di pellegrini. Durante i suoi ultimi giorni, iniziò a vivere come un pitone (ajagaravritti), ovvero si sedeva immobile senza alcun movimento, e i devoti versavano acqua (abhisheka) su di lui dal mattino presto sino a mezzogiorno, guardandolo come un'incarnazione vivente di Shiva.

## Morte
Lasciò il corpo il 26 dicembre 1887, era un lunedì sera. Il suo corpo fu fatto sprofondare nelle acque del Gange (salilasamadhi), secondo i riti funebri dei monaci della setta Dashanami, in presenza di devoti in lutto in piedi sui ghat.

## Leggende e storie
Ci sono molte storie raccontate su Telang e sui suoi poteri spirituali, al punto che è divenuto una figura quasi mitica in India. Robert Arnett scrive che i suoi miracoli sono "ben documentati", che "mostrava poteri miracolosi che non possono essere liquidati come miti" e che c'erano testimoni viventi delle sue "imprese straordinarie". Era noto per aver vissuto per circa 300 anni,  era di corporatura molto grossa, a quanto riferito pesava più di 300 libbre (140 kg), anche se mangiava raramente. Un resoconto diceva che poteva "leggere le menti delle persone come libri".
In molte occasioni, è stato visto bere veleni mortali senza alcun effetto su di lui. Una volta, uno scettico provò ad ingannarlo. Il monaco era abituato a interrompere i suoi lunghi digiuni bevendo secchi di latte cagliato, così lo scettico gli portò al posto del latte cagliato una miscela di calce viva usata per le pareti bianche. Il monaco bevve l'intero secchio senza alcun effetto negativo sulla sua salute, invece lo scettico cadde a terra contorcendosi dal dolore. Il monaco interruppe il suo solito silenzio per spiegare la legge del karma, ovvero di causa ed effetto.
Secondo un'altra storia, andava spesso in giro senza vestiti, in modo molto simile ai sadhu nudi. La polizia di Varanasi fu scandalizzata dal suo comportamento e lo fece rinchiudere in una cella. Fu presto visto sul tetto della prigione, in tutta la sua gloria "nuda". La polizia lo rinchiuse di nuovo in una cella, solo per vederlo apparire di nuovo sul tetto della prigione. Ben presto si arresero e lo lasciarono di nuovo camminare per le strade di Varanasi.
Migliaia di persone lo hanno visto levitare in posizione seduta sulla superficie del fiume Gange per giorni interi. Spariva apparentemente anche sotto le onde per lunghi periodi e riappariva illeso. Sivananda attribuì alcuni dei suoi miracoli alla siddhi o al potere yogico di Bhutajaya - che consisteva nell'avere il dominio sui cinque elementi, "Il fuoco non brucerà un tale Yogi. L'acqua non lo annegherà."
Per quanto riguarda i suoi poteri yogici, i miracoli abbondano nelle sue biografie e in una vita eccezionalmente lunga, Medhasananda scrive che secondo la "scienza dello yoga", il conseguimento di questi poteri non è "impossibile".
Si dice anche che Trailanga e Kulandaiananda Swamigal dell'India del Sud fossero la stessa persona; Kulandaiananda Swamigal era originario del villaggio di Batlagundu nel Tamil Nadu nell'India meridionale.

## Insegnamenti
I suoi insegnamenti sono ancora esistenti e disponibili in una biografia di Umacharan Mukhopadhyay, uno dei suoi discepoli. Descrisse la schiavitù come "attaccamento al mondo" e la liberazione come "rinuncia al mondo e assorbimento in Dio". Affermò inoltre che dopo aver raggiunto lo stato in cui vi è l'assenza di desideri, "questo mondo si trasforma in paradiso" e si può essere liberati dal saṃsāra (la credenza indù che la vita è un ciclo di nascita e morte) attraverso la "conoscenza spirituale". Egli sottolineava che l'attaccamento al mondo "evanescente" è "la nostra malattia cronica" e che la medicina è il "distacco".
Descriveva i sensi dell'uomo come suoi nemici e i sensi controllati come suoi amici. La sua descrizione di persona povera interiormente era quella di una persona "molto avida" e considerava chi si accontentava come una persona veramente ricca interiormente. Disse che il più grande luogo di pellegrinaggio è "la nostra mente pura" e insegnava a seguire la "verità vedantica dal guru". Descriveva un sadhu come colui che è libero dall'attaccamento e dall'illusione. Uno che ha trasceso l'ego.